# Lady Mary Coke
Pour les articles homonymes, voir Coke.
Lady Mary Coke (née le 6 février 1727, soit à Sudbrook Ham, à Surrey, ou au 27 Bruton Street, à Londres et décédée le 30 septembre 1811, à la Morton House de Chiswick) était une noble et femme de lettres anglaise.

## Biographie

### Mariage et séparation
Elle est la cinquième et plus jeune des filles du militaire et politicien John Campbell (2e duc d'Argyll), et de sa seconde épouse, Jane, l'une des filles d'honneur d'Anne de Grande-Bretagne et de Caroline d'Ansbach. Elle grandit à Sudbrook ou à Londres, et se rend au domaine familial à Inveraray au moins une fois par an.
Elle se marie le 1er avril 1747 à Edward Coke, fils de Thomas Coke. Leurs fiançailles s'étaient mal déroulées et, en représailles, Edward la laisse seule durant la nuit de noces ; dès lors, le couple vit isolé dans sa propriété à Holkham Hall, et Mary Coke réagit en refusant à son époux tout rapport sexuel. Leurs familles respectives décident de régler ces problèmes par voie légale, et en 1750, il est décidé que Mary Coke pourrait vivre avec sa mère à Sudbrook mais devrait rester mariée à Edward jusqu'à la mort de ce dernier, mort survenant dès 1753, alors que Marie a 26 ans. Ayant reçu une somme importante de la part de son père, elle décide de prendre son indépendance (elle ne se remariera jamais), et devient « férue de discussions, de voyages, dévolue à la royauté, et en recherche d'aventures ».

## Journal
Lady Mary est principalement connue pour son journal personnel, jamais publié, et rédigé pour son amusement personnel et celui de ses sœurs, et plus spécifiquement Anne, mariée à William Wentworth en 1741.
La préface de l'édition moderne indique:
« Le journal va de la description banale de jeux de cartes et du temps à des observations de la perception sociale des évènements, en passant par l'expression d'affections sincères, le tout étant étroitement et inconsciemment juxtaposé. La personnalité qui se dégage de la combinaison des éléments ordinaires et absurdes est profondément sympathique ».
Elle commence à écrire en août 1766 et s'arrête en janvier 1791, à la mort du mari d'Anne, bien que l'édition parvenue jusqu'à nous ne commence qu'en décembre 1774. Après 1791, Lady Mary continue de discuter de ses opinions avec ses amis et sa famille, comme par exemple avec sa nièce Lady Frances Scott. Lady Louisa, en 1827, écrit un mémoire sur Lady Mary, qui reste actuellement la source principale du récit de sa vie.

## Décès
Elle achète Morton House, maison construite à la fin du XVIIe siècle et légèrement altérée depuis. Elle décède le 30 septembre 1811 et est enterrée à l'abbaye de Westminster dans le caveau de son père le 11 octobre 1811.